# 新撰和歌
『新撰和歌』（しんせんわか）とは、平安時代に編まれた私撰和歌集のこと。紀貫之撰。『新撰和歌集』ともいう。

## 解説
四巻一冊で、巻第一に春・秋120首、巻第二に夏・冬40首、巻第三に賀・哀20首、別・旅20首、巻第四に恋・雑160首。総じて360首を収める。各巻はそれぞれの題の歌を1首ずつ交互に並べる構成とする。和歌には作者名および詞書は一切無く、伝本の中には和歌に作者名を添えたものがあるが、本来のものではない。
漢文の序があり、それによれば『古今和歌集』撰進後、藤原兼輔が伝えた醍醐天皇の勅命により本書を編纂し始め、土佐国赴任中完成し帰京後に奏覧に供するつもりであったが、醍醐天皇の崩御と兼輔の死去によりそれが叶わなくなった。しかしこの集が散逸することを惜しみ、序を添えて世に出したという。また『古今和歌集』から弘仁より延長年間までの秀歌360首を撰出したとするが、実際にはそれ以外の和歌も採られている。貫之最晩年の編著である。